# Pomacentrus indicus
Pomacentrus indicus är en fiskart som beskrevs av Allen, 1991. Pomacentrus indicus ingår i släktet Pomacentrus och familjen Pomacentridae. Inga underarter finns listade i Catalogue of Life.